# Російська мова
Росі́йська мо́ва (рос. ру́сский язы́к, МФА: [ˈruskʲɪi̯ jɪˈzɨk] ( прослухати), також москови́тська і московська) — східнослов'янська мова індоєвропейської мовної сім'ї, національна мова росіян. Одна зі слов'янських мов, що входять до більшої балто-слов'янської гілки. Є державною мовою Російської Федерації, одна з двох державних мов Республіки Білорусь, одна з офіційних мов Республіки Казахстан, Киргизької Республіки і широко використовується як лінґва франка на Кавказі, в Центральній Азії, а також у певній мірі в Балтійських країнах і в Україні. Вона була де-факто офіційною мовою Радянського Союзу до його розпаду; і використовувалася як офіційна чи в суспільному житті в усіх пострадянських державах.
Станом на 2020 рік, російською мовою володіють близько 258 мільйонів людей у всьому світі,. Вона є найбільш вживаною слов'янською мовою, найбільшою 'рідною' мовою в Європі . Число людей, які володіють російською мовою в Російській Федерації становить 137,5 млн осіб (2010). Велика кількість російськомовних є жителями інших країн, таких як Ізраїль та Монголія. Це сьома мова у світі за кількістю носіїв мови та восьма за чисельністю тих, хто володіє нею як рідною після китайської, англійської, гінді, бенгальської, арабської, португальської та іспанської. Російська є сьомою за використовуваністю мовою в Інтернеті після англійської, іспанської, німецької, японської, французької та португальської (станом на травень 2025) і є однією з двох офіційних мов на борту Міжнародної космічної станції, а також однією з шести офіційних мов Організації Об'єднаних Націй.
Російське письмо використовує кирилицю; воно розрізняє приголосні фонеми з піднебінною вторинною артикуляцією та без них — так звані «м'які» і «тверді» звуки. Майже кожен приголосний має твердий або м'який аналог, і ця відмінність є помітною рисою мови. Ще один важливий аспект — скорочення ненаголошених голосних. Фонологічний лад російської мови характеризується історично складною системою консонантизму, що включає 37 приголосних фонем, і менш складною системою вокалізму, в який входять 5 або 6 голосних фонем. При цьому як в системі голосних, так і в системі приголосних відзначається велика різноманітність позиційних видозмін. Зокрема, голосні в ненаголошеній позиції послаблюються і в ряді випадків не розрізняються. Наголоси зазвичай не вказуються ортографічно, хоча необов'язковий акут може бути використаний для позначення наголосу, наприклад для розрізнення гомографічних слів, напр. замо́к і за́мок, або для вказівки правильної вимови незвичних слів чи імен.
За морфологічною будовою російська мова переважно флективна, синтетична. Граматичне значення лексем передається, як правило, за допомогою словозміни. Кожна флексія зазвичай виражає кілька значень одночасно. Поряд із синтетичними формами в російській мові також спостерігається розвиток елементів аналітизму.
Синтаксис російської мови характеризується відносно вільним порядком слів, протиставленням однокомпонентних і двокомпонентних структур простих речень, наявністю трьох видів складних речень, активною роллю інтонаційних засобів. Засоби поповнення словникового фонду — створення слів за власними моделями і запозичення. До ранніх запозичень відносять слов'янізми, грецизми і тюркізми. З XVIII століття переважають нідерландські, німецькі та французькі запозичення, з XX століття — англіцизми.
Діалекти російської мови групуються у два наріччя: північне і південне. Між говірками локалізуються перехідні середньоросійські говірки, що стали основою сучасної літературної мови.[⇨]
В історії російської мови відрізняють три основні періоди: давньоруський, загальний для російської, білоруської та української мов (VI—XIV сторіччя; деякі дослідники вважають термін «давньоруська мова» некоректним, пов'язуючи формування східнослов'янських мов з розпадом безпосередньо праслов'янської мовної єдности), староросійський (XIV—XVII ст.) і період національної російської мови (із середини XVII сторіччя).[⇨] Хоч і існував спільний давньоруський період, однак за лексичним складом до української мови генетично найближчі польська і словацька мови з — 70 % і 68 % спільної лексики (якщо не враховувати білоруську з якою 84 %), поки з російською — приблизно 62 %.
Комплекс наук про російську мову називається лінгвістичною русистикою.

## Назва
Вислів «роусьскыи языкъ» у ранніх середньовічних джерелах стосується лише варягів-скандинавів та їхньої мови. У період Київської Русі (коли саме, невідомо) вислів «роусьскыи языкъ» перестав означати «мову Русі» у вужчому середньовічному значенні (скандинавську мову «варягів») і почав означати «мову Русі» в значенні «слов'янська мова жителів руських земель».
У Великому князівстві Московському атрибутівом руский (русский) при означенні літературної мови позначали церковнослов'янську мову, тобто русский і словенский — це термінологічні синоніми.
Оригінальна сучасна назва мови — русский язык. У сучасній російській мові термін русский може вживатися у двох значеннях: «російський» і «давньоруський». На початку XX ст. термін русский язык вживався в двох значеннях: 1) «сукупність наріч великоруських (російських), білоруських і малоруських (українських)»; 2) «тодішня літературна мова Росії, що являла в своїй основі одне з великоруських наріч».
У XVIII—XIX ст.ст. вживались офіційно назви россійскій языкъ, великорусскій языкъ.
Перша з'явилась в XVII ст. і набула в наступному столітті значного поширення, зокрема, його використовував М. В. Ломоносов («Россійская грамматика»); у першій половині XIX ст. цей лінгвонім виходить з активного вжитку. Друга назва, великорусскій (чи великоросскій) виникла внаслідок узвичаєного протиставлення Малої, Білої і Великої Русі і частіше використовувалася для позначення не національної чи літературної мови, а діалектного мовлення, сукупності діалектів російської мови. На початку XX ст. термін також перестає вживатися.
В українській мові XIX ст. були поширені назви московська мова, московитська мова, москвинська мова, а також руська мова (у Галичині та на Буковині остання вживалася щодо української мови).

## Історія[26]
В історії російської мови виділяються три основні періоди:
- давньоруський,
- староросійський,
- період національної мови[27].

Давньоруський період, традиційно розглядається в русистиці як початковий етап історичного розвитку російської мови, фактично є історією давньоруської мови — предка всіх сучасних мов східнослов'янської групи.

### Давньоруський період
Початком давньоруського періоду прийнято вважати процес відокремлення східних слов'ян з загальнослов'янської єдности і поява перших східнослов'янських мовних рис (VI—VII століття). Основна частина цього періоду (IX—XIV століття) припадає на епоху формування, розвитку і розпаду давньоруської мови, сформованого на базі східних праслов'янських діалектів. Ще наприкінці XIX ст. в російському мовознавстві дійшли висновку, що первісне розташування східнослов'янських діалектів не відповідало межам діалектів сучасних української, білоруської і російської мов, зокрема, російська об'єднала говірки, що приналежали до різних діалектичних груп.
Для давньоруського періоду була характерна культурно-мовна ситуація диглосія, при якій мова писемности (церковнослов'янська), що сприймалась руськими як наддіалектний стандартизований різновид рідної мови, який співіснував з мовою повсякденного спілкування (власне давньоруською). Незважаючи на те, що обидва ідіома в Русі охоплювали різні сфери функціонування, вони активно взаємодіяли один з одним — у живій давньоруську мову проникали особливості книжкового церковнослов'янської мови давньоруської літератури, а церковнослов'янська мова засвоювала східнослов'янські мовні елементи (що поклало початок формуванню його особливої місцевого різновиду — давньоруського ізводу).
На відміну від церковнослов'янської, давньоруську мову представляють меншою кількістю пам'яток — в основному це приватні листи на бересті (з Новгорода, Смоленська, Звенигорода-Галицького та інших міст) і частково документів юридичної та ділового характеру. Крім того, проникнення різних елементів наддіалектного давньоруської мови відзначається в створених на Русі церковнослов'янських літературних пам'ятках, включаючи найстаріші Новгородський кодекс (1-я чверть XI століття), Остромирове Євангеліє (1056/1057 роки) та інші. Давньоруські пам'ятники написані кирилицею, текстів глаголицею не збереглося.
Протягом всього давньоруського історичного періоду наступного території, з одного боку, відбувається зближення мовних особливостей древненовгородского та інших діалектів Північно-Східної Русі, з іншого боку — формуються мовні відмінності, віддаляють північ і північний схід Русі від заходу і південного заходу. До XIV століття процес утворення мовних особливостей посилюється в результаті відокремлення північно-східних територій Руси, що знаходилися під владою Московського князівства, і західних і південно-західних територій, що були у складі Великого князівства Литовського та Королівства Польського. До XIV—XV століть давньоруська мова розпалась на три окремі східнослов'янські мови.

### Староросійський період
Староросійський (або великоросійський) період охоплює часовий відрізок з XIV по XVII століття. У цей період починають формуватися фонетична, морфологічна і синтаксична системи, близькі системам сучасної російської мови.
Серед діалектів, що склалися на майбутньої великоросійської території в другій половині XII — першій половині XIII століття (новгородський, псковський, смоленський, ростово-суздальський і акаючий діалект верхньої і середньої Оки і межиріччя Оки і Сейму), провідним стає ростово-суздальський, в першу чергу його московські говірки. З другої чверті XIV століття Москва стає політичним і культурним центром великоруських земель, а в XV столітті під владою Москви об'єднуються великі російські землі, включені в Велике князівство Московське. На основі головним чином московських говірок, а також деяких мовних елементів інших російських діалектів (рязанських, новгородських і т. Д.) До XVI століття поступово виробляються норми московської розмовної мови, що поєднують в собі середньоросійські (згодна вибухового освіти г, твердий т в закінченнях дієслів 3-ї особи і т. д.) і південноросійські риси (акання і т. д.). Московське койне стає зразковим, поширюється в інших російських містах і робить сильний вплив на давньоруську письмову мову. Додатково на уніфікацію мови впливає з'явилося в XV—XVI століттях книгодрукування, при якому церковні і цивільні книги стали видаватися з шрифтом полуустав. Мовою з московської розмовної основою були написані багато офіційні документи і твори XV—XVII століть («Хожение за три моря» Афанасія Нікітіна, твори Івана IV Грозного, «Повість про Петра і Февронії Муромських», «Повість про псковському взяття», сатирична література і т. д.). У XIV—XVII століттях поступово формується літературне двомовність, яка прийшла диглоссия: церковнослов'янська мова російського ізводу продовжує співіснувати з власне російською літературною мовою з народної мовної основою. Між даними ідіомами виникають різні перехідні типи. У літературно-мовних процесах відзначаються суперечливі тенденції: з одного боку, з кінця XIV століття з'являється література різних жанрів на народно-мовної основі, доступна для широкого загалу російського суспільства, з іншого — під впливом так званого другого південнослов'янського впливу посилюється архаїзація мови багатьох творів; сформоване при цьому книжкове «плетіння словес» все сильніше розходиться з народною мовою того часу.
У староросійський період змінюється діалектний поділ російської мови, до XVII століття формуються дві великі діалектні угруповання — північне і південне наріччя, а також перехідні між ними середні говірки.

### Період національної мови

#### ХІХ сторіччя

Російська мова в Російській імперії за переписом 1897 року.

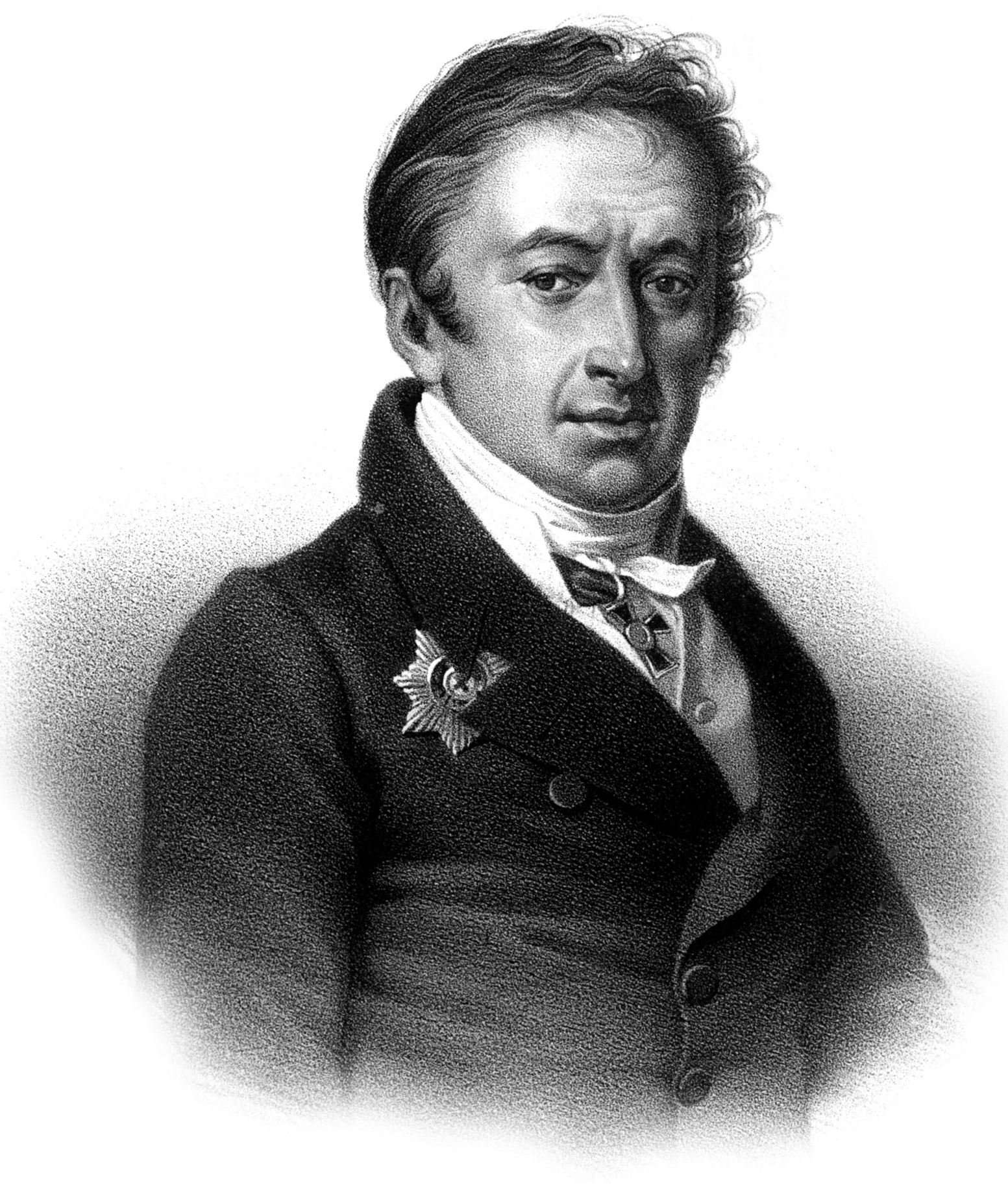
Микола Карамзін

На початку XIX сторіччя на розвиток російської літературної мови вирішальний вплив справила літературна творчість Миколи Карамзіна. Карамзін цілеспрямовано відмовлявся від використання церковнослов'янської лексики й граматики, вживаючи у своїх творах повсякденну мову своєї епохи і використовуючи як зразок граматику і синтаксис французької мови.
Карамзін ввів у російську мову безліч нових слів, як неологізмів («благотворительность», «влюблённость», «вольнодумство», «достопримечательность», «ответственность», «подозрительность», «промышленность», «утончённость», «первоклассный», «человечный»), так і варваризмів («тротуар», «кучер»). Також він одним з перших почав використовувати літеру Ё.
Зміни в мові, пропоновані Карамзіним, викликали бурхливу полеміку в 1810-ті-х роках. Письменник Олександр Шишков за сприяння Гавриїла Державіна заснував у 1811 товариство «Бесіда аматорів російського слова», метою якого була пропаганда «старої» мови, а також критика Карамзіна, Жуковського та їх послідовників. У відповідь 1815 року утворилося літературне товариство «Арзамас», яке іронізувало над авторами «Бесіди» і пародіювало їхні твори. Членами товариства стали багато поетів нового покоління, в тому числі Батюшков, Вяземський, Давидов, Жуковський, Пушкін. Літературна перемога «Арзамаса» над «Бесідою» усталила перемогу мовних змін, які ввів Карамзін.

#### Словотворчість

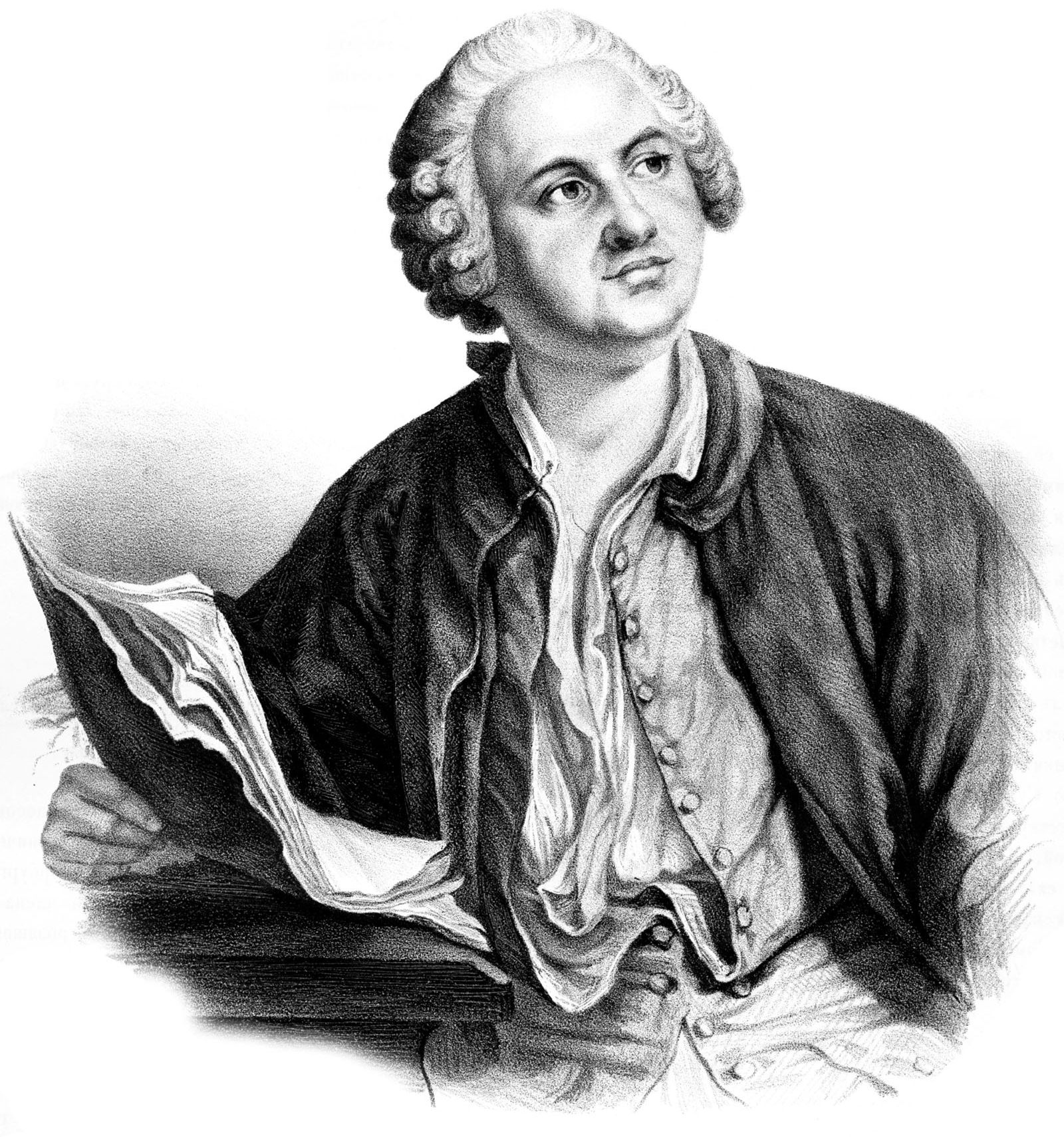
Михайло Ломоносов

Велика кількість слів російської літературної мови була створена російськими письменниками, діячами культури та науки. Процес винайдення нових слів особливо інтенсифікувався у XVIII сторіччі, коли через реформи Петра I в російській державі виникла необхідність означення понять і термінів, що вже давно існували в західноєвропейських мовах. Багато слів, що позначають наукові та довкола наукові поняття, було вигадано чи впроваджено з інших мов Михайлом Ломоносовим: «маятник», «насос», «притяжение», «созвездие», «рудник», «чертеж», «атмосфера», «вещество», «градусник», «преломление», «равновесие», «диаметр», «квадрат», «минус», «горизонт», «кислота» та інші.
Авторству Миколи Карамзіна належить багато російських слів переважно зі сфери чуттєвих стосунків та емоцій. Державний секретар Олександр Шишков вигадав слово «лицедеи», Микола Гоголь — «халатность», Федір Достоєвський — «стушеваться», художник Карл Брюллов — «отсебятина», Велимир Хлєбніков — «лётчик», «изнемождённый», Ігор Северянин — «бездарь», Володимир Набоков — «нимфетка», Корній Чуковський — «канцелярит». Багато слів що показують російську дійсність належить письменнику-сатирику XIX ст. Михайлу Салтикову-Щедріну: «головотяпство», «благоглупость», «пенкосниматель», «злопыхательство», «мягкотелый» та інші. Слово «елейный» першим почав уживати Віссаріон Бєлінський, проте в дещо іншому значенні.
Процес створення нових слів, перш за все для означення понять винайдених переважно на Заході, безперервно тривав й надалі. Так у 1930-х роках, у зв'язку з малою розповсюдженістю серед росіян, в російській мові не існувало слова «холодильник», замість нього використовувалися «рефрижератор», «холодильный шкаф». Водночас замість слова «спутник» (себто штучний супутник Землі) використовувалося словосполучення «междупланетный снаряд».

## Статус
Російська мова є головною державною мовою Росії. Російська мова також є однією з двох державних мов в Білорусі (разом з білоруською).
Російська мова є офіційною мовою (у всіх випадках інша мова або інші мови виступає як державна або друга офіційна) в таких державах і на територіях:
- У Казахстані (у державних організаціях і органах місцевого самоврядування нарівні з казахською офіційно вживається російська мова — Конституція Республіки Казахстан, ст. 7, п. 2)
- У Киргизстані (у Киргизькій Республіці як офіційна мова вживається російська мова — Конституція Киргизької Республіки)
- У частково визнаних Абхазії та Південній Осетії
- У частині Молдови (в автономних Гагаузії та Придністров'ї)
- У деяких комунах жудеців Констанца і Тулча в Румунії, де офіційно визнаною меншиною є старообрядці-липовани.

В Україні в низці регіонів є особлива нормотворчість про російську мову. В Автономній Республіці Крим Конституція АРК указує, що російська мова «як мова більшості населення і прийнятна для міжнаціонального спілкування використовується у всіх сферах суспільного життя», а також гарантує російській, кримськотатарській і «мовам інших національностей» розвиток і підтримку. Проте державною мовою Конституція АРК іменує тільки українську.
Статус російської мови як загальнодержавної був закріплений в основних державних законах Російської імперії (ст. 3 в редакції від 23.04.1906.). Ленін виступав проти обов'язкової державної мови. Тому в СРСР російська мова здобула статус офіційної і мови міжнаціонального спілкування лише ближче до розвалу СРСР згідно із законом «Про мови народів СРСР» від 24.04.1990. (ст. 4). У 1991 російська мова була оголошена державною мовою РРФСР, в 1995 — також і Білорусі.
До 1991 року російська мова була мовою міжнаціонального спілкування СРСР, де-факто виконуючи функції державної мови. Продовжує використовуватися в країнах, що раніше входили до складу СРСР, як рідною для частини населення і як мова міжнаціонального спілкування. У місцях компактного мешкання емігрантів з країн колишнього СРСР (Ізраїль, Німеччина, Канада, США та інші) — випускаються російськомовні періодичні видання, працюють радіостанції і телевізійні канали, відкриваються російськомовні школи, де активно викладають російську (наприклад Шевах-Мофет). У Ізраїлі російська мова вивчається в старших класах деяких середніх шкіл як друга іноземна мова. У країнах Східної Європи до кінця 80-х років XX століття російська мова була основною іноземною мовою в школах.
За даними, опублікованим в журналі «Language Monthly» (№ 3 за 1997), приблизно 300 млн осіб по всьому світу володіють російською мовою (що ставить її на 5-те місце за поширеністю), з них 160 млн вважають її рідною (7-ме місце у світі). Російська мова — одна з шести офіційних мов ООН.

### Зміна популярности
Згідно з дослідженнями Financial Times, після розпаду СРСР російська мова майже скрізь на пострадянському просторі втрачає свої позиції. Виняток становить Білорусь.
| Країна    | 1994   | 2016   |
| --------- | ------ | ------ |
| Україна   | 33,9 % | 24,4 % |
| Казахстан | 33,7 % | 20,7 % |
| Грузія    | 6,4 %  | 1,1 %  |
| Білорусь  | 50 %   | 71,1 % |

## Графіка
Для письма в російській мові використовується абетка, заснована на кирилиці; сучасна російська абетка — це кирилиця в громадській модифікації. Кирилічна абетка була створена на основі візантійського грецького алфавіту з додаванням букв для позначення специфічних слов'янських фонем. На Русі кирилиця з'явилася не пізніше початку X сторіччя і значно поширилася в процесі християнізації. З X по XVIII сторіччя тип шрифту кирилиці зазнавав змін — за різних часів поширювалися устав, півустав, скоропис тощо. З XVIII сторіччя кирилична абетка застосовується тільки для релігійної літератури, в усіх інших сферах використовується гражданський шрифт, введений Петром I 1708 року. Надалі графіка і ортографія пережили ряд перетворень (найзначніші зміни були прийняті під час реформи 1918 року), у результаті яких були виключені букви і, ѣ, ѳ та ѵ, введені буква й і факультативно — літера ё. Нині поширені графіка і ортографія, прийняті 1918 року, лише в невеликій частини видань російського закордоння зберігається ортографія старого стилю.
Абетка російської мови, що включає 33 букви:
| А а | Б б | В в | Г г | Д д | Е е | Ё ё | Ж ж | З з | И и | Й й |
| К к | Л л | М м | Н н | О о | П п | Р р | С с | Т т | У у | Ф ф |
| Х х | Ц ц | Ч ч | Ш ш | Щ щ | Ъ ъ | Ы ы | Ь ь | Э э | Ю ю | Я я |

Ортографія російської мови належить до морфологічного типу з елементами фонетичного і традиційного типів. Різновиди морфеми з відмінностями в позиціях фонем пишуться однаково: водá [вʌдá] — вóды [вóды], дуб [дуп] — дубы [дубы]. Фонетичний принцип використовується у невеликому числі випадків: у написанні префіксів з кінцевою фонемою /з/:
разбить, безоружный (перед буквою, що передає голосну і дзвінку приголосну), але воспалённый, исписать (перед буквою, що передає глуху приголосну); у написанні ы замість и на початку кореня після префіксів з твердою приголосною на кінці: предыстория, разыграть тощо. Нечисленні випадки і традиційного типу написання: собака, генеалогия, колибри, расти, доброго, ночь (але луч) тощо.
Наголос в російській мові на письмі зазвичай не виділяється, одним з можливих випадків проставляння знака наголосу ´ над голосною буквою є необхідність розрізнення омографів: зáмок і замóк.

## Фонетика

### Голосні

Голосні російської мови: фонеми (чорні точки) і їх алофони (червоні)

Вокалізм російської літературної мови представлено 5 або 6 голосними фонемами. Голосні розрізняються за ступенем підйому язика, за рядом і за наявністю чи відсутністю лабіалізації:
| Підняття | Ряд             | Ряд             | Ряд           |
| Підняття | Передній        | Середній        | Задній        |
| Підняття | нелабіалізовані | нелабіалізовані | лабіалізовані |
| -------- | --------------- | --------------- | ------------- |
| Високе   | /i/             | (/ɨ/)           | /u/           |
| Середнє  | /e/             |                 | /o/           |
| Низьке   |                 | /a/             |               |

Фонема /i/ після м'яких приголосних і на початку слова є звуком переднього ряду [i] (рос. и), а після твердих приголосних — звук середнього ряду [ɨ] (рос. ы). Також /i/ и /ɨ/ можуть розглядатися як дві різні фонеми. Сильна позиція для голосних — під наголосом, у ненаголошеній позиції деякі голосні фонеми (/ про/ й /а/, в позиції після м'яких приголосних — також /е/) можуть послаблюватися і в ряді випадків не відрізнятися (піддаються редукції): в[ó]ды — в[ʌ]дá, [л'е]с— [л'ие]сá. Крім змін голосних фонем у ненаголошених складах до важливих позиційних реалізацій голосних відноситься також зміна /і/ у звук середнього ряду [ɨ] після твердих приголосних фонем: игра — под[ы]грывать, в‿[ы]гре.
Голосні є, зазвичай, складовими (складотворними) звуками (як виняток можлива факультативна складовість сонорних приголосних у випадках типу театр, вопль).

### Приголосні
Система консонантизму російської літературної мови нараховує 37 приголосних фонем. Виділяють дві групи приголосних — сонорні і шумні; і ті, й інші розрізняються за місцем і способом творення (в дужки взяті позиційні варіанти фонем, у парах приголосних зліва наведені глухі приголосні, справа — дзвінкі):
| за способом творення | за способом творення | за способом творення | за місцем творення | за місцем творення | за місцем творення | за місцем творення | за місцем творення | за місцем творення | за місцем творення |
| за способом творення | за способом творення | за способом творення | губні              | губні              | передньоязикові    | передньоязикові    | середньо- язиковий | задньо- язиковий   |                    |
| за способом творення | за способом творення | за способом творення | губно- губні       | губно- зубні       | зубні              | заясенні           | середньо- язиковий | задньо- язиковий   |                    |
| -------------------- | -------------------- | -------------------- | ------------------ | ------------------ | ------------------ | ------------------ | ------------------ | ------------------ | ------------------ |
| шумні                | проривний            | тв.                  | /п/ /б/            |                    | /т/ /д/            |                    |                    | /к/ /г/            |                    |
| шумні                | проривний            | м.                   | /п’/ /б’/          |                    | /т’/ /д’/          |                    | /к’/ /г’/          |                    |                    |
| шумні                | африкати             | тв.                  |                    |                    | /ц/ ([д͡з])         |                    |                    |                    |                    |
| шумні                | африкати             | м.                   |                    |                    |                    | /ч/ ([д͡ж’])        |                    |                    |                    |
| шумні                | фрикативні           | тв.                  |                    | /ф/ /в/            | /с/ /з/            | /ш/ /ж/            |                    | /х/ ([ɣ])          |                    |
| шумні                | фрикативні           | м.                   |                    | /ф’/ /в’/          | /с’/ /з’/          | /щ/ /ж̅’/           | /х’/               |                    |                    |
| сонорні              | носові               | тв.                  | /м/                |                    | /н/                |                    |                    |                    |                    |
| сонорні              | носові               | м.                   | /м’/               |                    | /н’/               |                    |                    |                    |                    |
| сонорні              | бокові               | тв.                  |                    |                    | /л/                |                    |                    |                    |                    |
| сонорні              | бокові               | м.                   |                    |                    | /л’/               |                    |                    |                    |                    |
| сонорні              | ковзні               | м.                   |                    |                    |                    |                    | /j/                |                    |                    |
| сонорні              | дрижачі              | тв.                  |                    |                    |                    | /р/                |                    |                    |                    |
| сонорні              | дрижачі              | м.                   |                    |                    |                    | /р’/               |                    |                    |                    |

Приголосні фонеми /ж̅’/ і /щ/ протиставлені всім іншим як довгі приголосні коротким. Щілинний (фрикативний) варіант приголосного /г/ — [ɣ] — відзначається тільки в одиничних лексемах, зокрема, у вигуках «го́споди», «ей-бо́гу», «ага́».
За м'якістю / твердістю і за глухістю / дзвінкістю приголосні можуть бути як парними, так і такі, що не утворюють пар: тільки твердими можуть бути /ж/, /ш/, /ц/ і тільки м'якими /ж̅’/, /щ/, /ч/, /j/; тільки глухими /ц/, /ч/, /х/, /х’/ і тільки дзвінкими всі сонанти. Особливі групи складають шиплячі (/ш/, /ж/, /щ/, /ж̅’/, /ч/) і свистячі приголосні (/с/, /з/, /с’/, /з’/, /ц/).
Сильна позиція для приголосних — перед голосною. Парні дзвінкі приголосні оглушуються перед глухими приголосними і в кінці слова (ду[б]ы — ду[п], в коро[б]е — коро[п]ка), парні глухі приголосні одзвінчуються перед дзвінкими (ко[с’]ить — ко[з’]ба). У ряді позицій не розрізняються приголосні, парні за твердістю / м'якістю. Перед м'якими зубними (крім /л’/) пом'якшуються тверді зубні /с/, /з/ и /н/: боро[з]да — боро[з'д’]ить. Перед усіма приголосними, крім м'яких губних та /j/, тверднуть м'які губні: ру[б’]ить — ру[б]лю. Приголосні /с/, /с’/, /з/, /з’/ перед шиплячими /ш/, /щ/, /ж/, /ч/ замінюються на шиплячі: [с]крепить — [ш]шить (сшить) тощо.

### Просодія
Наголос в російській мові — динамічний, або силовий (один з складів словоформи — ударний — вирізняється з-поміж інших напруженішою артикуляцією), різномісцевий (не прикріплене до якогось певного стилю стосовно початку або кінця словоформи), рухомий — у різних формах одного слова можуть бути ударними різні склади і різні морфеми (голова́ — го́лову — голо́в).
Тим же часом у російській мові відзначаються ознаки морфологізованності наголосу: одна з закономірностей його зміни пов'язана з місцем наголосу стосовно морфемного членування слова. Розрізняють словоформи з наголосом на основі і словоформи з наголосом на флексії: дорóг-а (дорóг-и, дорóг-е, дорóг-у тощо) і черт-á (черт-ы́, черт-é, черт-у́ тощо). Наголос грає сонологічну (сенсо-розпізнавальну) роль (се́ло — село́). Найпростіші за структурою службові слова можуть об'єднуватися з сусіднім знаменним словом у єдине фонетичне слово (з одним наголосом): на берегý, нé был, пó два, перед дóмом. Для низки слів, передусім складних, можливо, окрім основного, побічний (послаблений) наголос: парово'зострое́ние, вы'шеизло́женный.
Для російської мови фонематично значущі відмінності довготи і тону не характерні. Подовження голосного може відзначатися в емфатично забарвлених контекстах в усному мовленні: Ну о-о-очень интересная книга!.

### Морфонологія
У російських словах на стику морфемного шву спостерігаються різного роду фузійні явища. Найчастіше це чергування фонем, рідше зустрічаються лінійні перетворення основ — усікання і нарощування (высок-ий — выш-е, рву-т — рв-ать). У словотворі представлено поєднання (накладення) сусідніх морфем: курский (-ск — частина кореня і одночасно суфікс). Основна частина морфонологічних явищ у російській мові, як у мові з розвиненою суфіксацією, відзначається на стику кореня і суфікса. Формули мінімального виду кореневого морфу в знаменних частинах мови: CVC — в іменах, CV і CVC — у дієслові, формули інших морфів (префіксу, суфікса тощо) приймають види C, CV, VC. У немінімальному вигляді морфи розширюються повторенням мінімальних структур. Типовий вид морфу флексії — V, VC або VCV.
У російській мові представлені такі морфонологічні чергування фонем, як-от:
- вокальні: /о/ ~ ø, /е/ ~ ø, /и/ ~ ø, або побіжність голосних: сон-ø — сн-а, рвать — рыв-ок; /о/ ~ /а/: откопать — от-кáп-ыва-ть;
- консонантні: парні тверді ~ парні м'які приголосні (крім задньоязикових): горо/д/ — в горо/д’/-е; парно-тверді шумні зубні ~ шиплячі приголосні (/т/ ~ /ч/, /д/ ~ /ж/, /ст/ ~ /щ/ тощо), тверді губні ~ поєднання губної та /л’/ (/б/ ~ /бл’/ тощо): пря/т/ать — пря/ч/-ут, дре/м/ать — дре/мл’-у/т та інші чергування.

#### Ортоепія
Російська літературна вимова історично склалося на основі московського койне (мови жителів Москви). Після перенесення столиці Росії до Санкт-Петербурга сформувалися два рівноправних варіанти російської літературної вимовної норми, які співіснують протягом двох сторіч, — так звана московська вимова (зі старшою та молодшою нормами) і петербурзька вимова, що склалася на старомосковській основі. Фактично наразі сформувалася єдина російська вимовна норма, яка включила як московські, так і петербурзькі ортоепічні особливості.

## Лексика
За лексичним складом російська мова близька до інших східнослов'янських — української та білоруської, але відрізняється від них масовим характером церковнослов'янізмів — запозичень з церковнослов'янської мови (до них належать, наприклад, такі звичні слова, як вещь, время, воздух, восторг, глагол, изъять, награда, облако, общий, сочинить, тщетный, чрезмерный і багато інших), частина з яких співіснує із властиво російськими дублетами, що відрізняються від церковнослов'янських за значенням або стилістично, порівн. (церковнослов'янське слово приводиться першим): влачить / волочить, глава / голова, гражданин / горожанин, млечный / молочный, одежда / одёжа, разврат / разворот, рождать / рожать, страж / сторож й ін. Російська літературна мова є відносно спорідненою з церковнослов'янською мовою, слова церковнослов'янського походження складають ледь не половину всього словникового запасу російської мови.
За підрахунками академіків О. О. Шахматова та Л. В. Щерби, понад 55 % всіх елементів сучасної російської літературної мови (букви та принцип орфографії, слова та звороти, синтаксис, морфологія, словотворення тощо) прямо чи опосередковано сягають церковнослов'янської мови. Запозичені цілі граматичні категорії.
З церковнослов'янської до літературної мови запозичені й окремі морфеми (наприклад, дієслівні префікси 'из-, низ-, пред- и со-) і навіть окремі граматичні форми — наприклад, віддієслівні дієприкметники (пор. церковнослов'янські за походженням дієприкметники текущий або горящий з відповідними їм російськими формами текучий і горячий, що збереглися в сучасній мові як прикметники зі значенням постійної властивості) або форми дієслів типу трепещет (з невластивим російським формам чергуванням т/щ, яке пояснюється не східнослов'янськими, а південнослов'янськими рефлексами йотації, пор. російське хохочет або лепечет). За своїм лексичним складом сучасна російська мова є в багатьох відношеннях близька до південнослов'янської болгарської мови. При формуванні лексичного стандарту української і білоруської літературної мови вплив церковнослов'янської (староболгарської) був меншим. Відповідно до стослівних списків базової лексики Сводеша російська мова є близькою до білоруської, української та польської мови (відповідно 92 %, 86 % та 77 % спільних слів).
Загалом церковнослов'янські елементи пронизують всю структуру російської мови — фонетику, морфологію, словник, стилістику — в незрівнянно більшому ступені, ніж, наприклад, латина — сучасну італійську мову.
На російські говори Карелії лексичний вплив справили фіно-угорські мови (карельська, вепська, фінська, саамська).

## Діалекти
- Північні говори

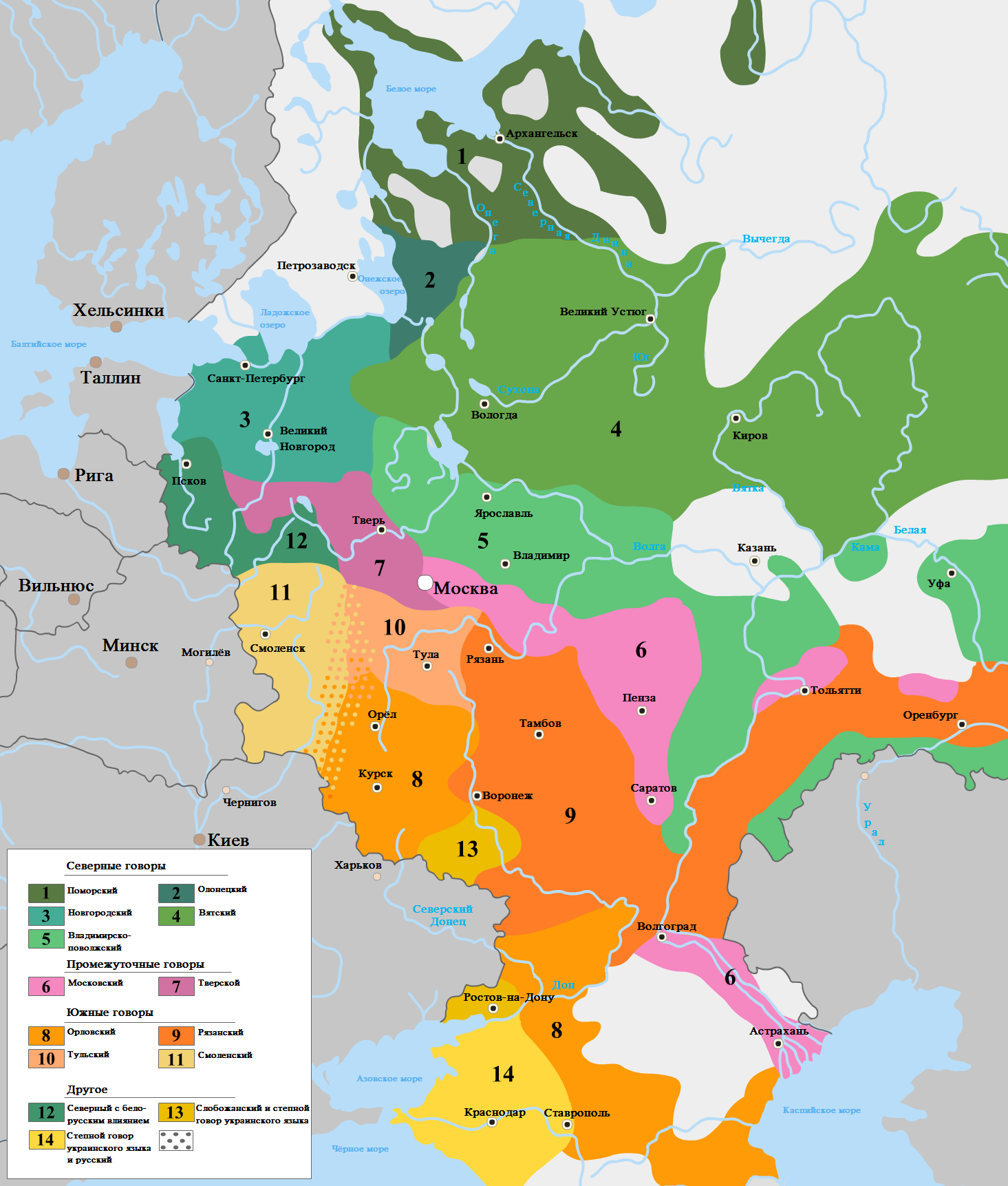

   1. Архангельський (поморський) говір
   2. Олонецький говір
   3. Новгородський (західний) говір
   4. Вятський (східний) говір
   5. Володимирсько-поволзький говір
- Проміжні (середні) говори

   6. Московський (східний) говір
   7. Тверський (західний) говір
- Південні говори

   8. Орловський (південний або донський) говір
   9. Рязанський (східний) говір
   10. Тульський говір
   11. Смоленський (західний) говір
- Інше

   12. Північний російський говір з білоруськими впливами
   13. Говори української мови (слобожанський і степовий)
   14. Степовий говір української мови з російськими впливами
У межах європейської частини Росії ще в XV столітті склалися два великі угрупування говорів — північний говір і південний говір, що характеризуються низкою чітких ізоглос (наприклад, для півночі характерне окання, проривне [g], форма родового відмінка у жены, такі слова, як зыбка («колиска»), озимь («озимина»), лаять («гавкати»), для півдня — акання, фрикативне [γ], форма у жене, а в тих же значеннях уживаються слова люлька, зеленя, брехать), а також проміжні середньоросійські говори (наприклад, в Москві прийняте проривне [g] і закінчення родового відмінка -ы, як на півночі, але акання, як на півдні).
Для території пізнього формування (азійська частина РФ, Поволжя, Кавказ) характерна відсутність чіткого ділення діалектних зон, строкатість невеликих ареалів, висхідних до мови переселенців з різних регіонів, а також риси, що відображають змішання різних діалектів.
Середньоросійські говори (перш за все московський) лягли в основу російської літературної мови. Художньої літератури і періодичного друку на інших діалектах немає.
Стандартизації усної мови сприяло розповсюдження ЗМІ в XX столітті, введення загальної освіти, масштабна міжрегіональна міграція населення. Традиційні говори зберігаються тільки сільським населенням (старше покоління). В усній мові міського населення, середнього покоління, молоді є практично тільки деякі відмінності у вимові, які поступово нівелюються під впливом централізованого теле- і радіомовлення, а також у лексиці.

## Відмінності між українською та російською мовами, міжмовні впливи
Російська мова має виразні відмінні від української риси у фонетиці, морфології та лексиці.
У фонетиці такими особливостями є наявність «ро», «ло» і «ре», «ле» (які походять від редукованих) в коренях слів між приголосними на відміну від української мови, де вживаються «ри», «ли» і «ри», «льо» (рос. «крошить», «глотать», «тревога», «слеза», укр. «кришити», «глотати», «тривога», «сльоза»), вимова сполучень м'яких зубних і шиплячих з [j] при довгих м'яких приголосних в українській мові (рос. платье, судья, укр. плаття, суддя), проривне [g] при фарингальному [ɦ] в українській мові (пор. рос. город ['gorat], укр. город [ɦo'rod]). На відміну від української, в російській мові кінцеві приголосні оглушуються, тому, як наслідок, вимова звука [f] (первісно не властивого слов'янській фонології) є дуже поширеною (рос. повторять [пафтарять], «сказав [сказаф]», «вторник [фторник]», укр. повторювати [поўтор'увати], сказавши [сказаўши], вівторок [віўторок]). У російській мові набагато менше, ніж в українській, використовується фонетичний закон милозвуччя (для зменшення збігу голосних або приголосних) : рос. иду к ней — пришел ко мне; иду с ней [нею] — пришел со мной; под нами — подо мной, в українській: чергування сполучників і — й, прийменників у — в — уві, дієслівних часток ся — сь, фонетичне модифікування прийменників з — зі — із, під — піді — підо, к — ік, часток би — б, же — ж, сполучників хоч — хоча, префіксів від — віді — од — оді; з — зі — із тощо, також чергуються початкові літери коренів слів: іти — йти, Іван — Йван, ввесь — увесь, ще — іще — йще, там — отам, ця — оця.
У морфології такими особливостями є відсутність кличного відмінка (рос. «брат!», «сын!», укр. «брате!», «сину!»), хоча у розмовній мові при звертанні до людей по-імені вживаються форми з нульовим закінченням (рос. «Гена» — «Ген!»), відсутність чергування «к», «г», «х» з «ц», «з», «с» у відмінкових формах іменників (рос. «нога» — «на ноге», укр. «нога» — «на нозі»), широке розповсюдження форми називного відмінка множини з закінченням -а (-я) під наголосом в іменників не середнього роду (рос. «учителя́», укр. «вчителі́»). На відміну від російської, в українській мові 4 часи дієслів, а не 3 (поряд з минулим, теперішній та майбутнім — давноминулий, «я був ходив»).
Значні відмінності між російською та українською спостерігаються в лексиці. Серед відмінних рис у лексиці в українських джерелах наводиться приклад широкого представлення в російській літературній мові слів церковнослов'янського походження, хоча насправді їх нараховується менш як 10 % від загального складу лексики (дані з сімнадцятитомного «Словника сучасної російської літературної мови» 1948 р.).[джерело?]
Українсько-російські мовні контакти стали регулярними після приєднання Лівобережної України до Росії у 1654 р. У XVII — на поч. XVIII ст. відбувався взаємовплив обох мов по лінії різних стилів, у пізніший період — переважно односпрямований вплив з боку російської мови на українську. У перший період російська мова запозичила такі українські та іншомовні (латинські, німецькі, польські) слова через українську мову : гирло, смак, смачный, шинок, шинкарь, злочинец, шукать, повинности, универсал, комисия, кафедра, метрика, красна панна, зрадлива фортуна. Деякі найпоширеніші слова з літургійної практики почали вимовлятися з фарингальним [ɦ] : Господь, Бог, благо, глас, ангел. У деяких словах ѣ почав вимовлятися як [і] : вик, мисто (зараз ці слова не вживаються в літературній мові).
Запозичення з української мови в сучасній російській літературній мові обмежуються здебільшого лексикою. Це насамперед слова побутово-етнографічного та історичного характеру, вживання яких співвідноситься саме з Україною (хата, шлях, галушки, свитка, шинок, шинкарь, бандура, гопак, булава, гайдамак, батька — про отаманів, хлопец тощо), невелика кількість слів, що вже не асоціюються з Україною (местечко, детвора, девчата, косовица, хлебороб, землероб і за цим зразком — хлопкороб, доярка; у 20—30-ті pp.: хата-читальня, хата-лаборатория), слова і вислови, що вживаються в російській мові зі стилістично-оцінною заданістю, переважно зниженого характеру — для підкреслення «простоти» мовлення та «демократизму» мовця (аж, с гаком: сто километров с гаком, жинка, батька зам. отец, не лезь поперед батьки в пекло), із жартівливо-іронічним, несхвальним або зневажливим забарвленням (торба, раззява, не рыпайся, куркуль — про скупу людину, школяр, вирши, малевать, делать абы как, моя хата с краю, в огороде бузина, а в Киеве дядька), зокрема ті, що вживаються тільки або здебільшого щодо українців, України (самостийный, щирый украинец, мова); деякі жіночі особові імена (Оксана замість Ксения або Аксинья, пестливі форми Маруся, Наталочка). З українізмів на рівні словотворення виділяється модель неофіційного позначення адміністративно-територіальних одиниць типу Смоленщина, Рязанщина, Тамбовщина (за зразком «Полтавщина» тощо), а також непродуктивна модель з -роб (хлопкороб і деякі інші).
Від 1720 р., коли було заборонене українське книгодрукування, російська мова почала набагато більше впливати на українську, ніж українська на російську. Цей вплив виявляється як пряме запозичення слів — переважно з українською фонетичною та словотворчою (морфемною) адаптацією (більшовик, вертоліт, прокатник — рос. прокатчик), зокрема як калькування (піонер, Рада — рос. Совет, радянський, супутник Землі, винищувач — рос. истребитель, розкуркулення — рос. раскулачивание, жовтеня — рос. октябрёнок, колгосп, п'ятирічка, виконроб — рос. прораб), рідше без такої адаптації (затвор, тройка коней, льотчик, духовка, гонка, неустойка, взвод, снаряд, болванка, гонщик, натурщик, усушка, утруска, рубильник, політрук, зокрема в технічній термінології: башмак, вилка, залізнична вітка, залізничний состав), як активізація в українській мові словотворчих моделей та граматичних форм, не дуже характерних для неї (наприклад, творення віддієслівних іменників зі значенням дії на -ка: доставка, переробка, посадка; вживання активних дієприкметників теперішнього часу, невластивих мові: бажаючий, керуючий, загниваючий, обслуговуючий; відносних прикметників з суфіксом -очн-, -ечн-: виставочний, гоночний, копієчний), активізація того слова, тієї словотворчої моделі або граматичної форми, які є спільними для обох мов (голубий — блакитний, полтавчани — полтавці, шапка батька — батькова шапка, допомога батьку — батькові). Запозичення іншомовних слів здійснювалося в українській мові на території Російської імперії та СРСР переважно через російську мову як мову-посередник.
В українській розмовній мові наявна велика кількість ненормативних росіянізмів (у просторіччі: ладно — «гаразд», стройка, застройщик, уборка, уборщиця, больниця, лікарство, часи, у мові освічених людей словотвірні кальки на кшталт міроприємство замість «захід», співставляти замість «зіставляти», семантичні кальки на зразок я рахую, що… замість «вважаю» під впливом рос. считаю, являється замість «є»), з виходом на акцентологічний, фонетичний і граматичний рівні (дрова́, оди́надцять, хароший; у формах множини — домá, шохверá; у керуванні — дякую вас, згідно списку, лекція по фізиці та ін.). Поширені російські пестливі форми особових імен: Альоша, Лєна, Свєта, Міша, Діма та ін.

## Діяльність уряду Росії з популяризації російської мови
Концепція державної підтримки і просування російської мови за кордоном, затверджена Президентом Росії в 2013 році визначає російську мову «основою історії та культури Російської Федерації», «мовою міжнаціонального спілкування і важливим інструментом взаємодії на просторі СНД», а «також засобом етнокультурної та мовної самоідентифікації співвітчизників, що проживають за кордоном». Ця концепція передбачає комплекс заходів з популяризації російської мови насамперед у країнах СНД, зокрема як мета постулюється «збереження статусу російської мови як мови міждержавного і міжнаціонального спілкування на просторі Співдружности Незалежних Держав».
Концепция государственной поддержки и продвижения русского языка за рубежом
Посилання на цю Концепцію міститься у доповіді Міністерства культури 2014 року. В цій доповіді серед пріоритетних цілей визначаються «сприяння зміцненню позицій російської мови за кордоном», а також зміцнення «єдиного культурного, духовного і мовного простору слов'янського світу». Заходи на підтримку російської мови охоплюють міста СНГ (Вірменії, Азербайджану, Білорусі, Киргизії, Казахстану, Таджикистану, України), а також країн Європи, Близького Сходу та Азії.

## Приклади
Приклад 1
«Заповіт» Т. Шевченка російською мовою (переклав Олександр Твардовський)
| ЗАВЕЩАНИЕ Как умру, похороните На Украйне милой, Посреди широкой степи Выройте могилу, Чтоб лежать мне на кургане, Над рекой могучей, Чтобы слышать, как бушует Старый Днепр под кручей. И когда с полей Украйны Кровь врагов постылых Понесёт он… вот тогда я Встану из могилы — Подымусь я и достигну Божьего порога, Помолюся… А покуда Я не знаю Бога. Схороните и вставайте, Цепи разорвите, Злою вражескою кровью Волю окропите. И меня в семье великой, В семье вольной, новой, Не забудьте — помяните Добрым тихим словом. |

Приклад 2
| Ты знаешь край, где все обильем дышит, Где реки льются чище серебра, Где ветерок степной ковыль колышет, В вишневых рощах тонут хутора, Среди садов деревья гнутся долу: И до земли висит их плод тяжелый? … Ты помнишь ночь над спящею Украйной, Когда седой вставал с болота пар, Одет был мир и сумраком и тайной, Блистал над степью искрами стожар, И мнилось нам: через туман прозрачный: Несутся вновь Палей и Сагайдачный? Ты знаешь край, где с Русью бились ляхи, Где столько тел лежало средь полей? Ты знаешь край, где некогда у плахи Мазепу клял упрямый Кочубей И много где пролито крови славной В честь древних прав и веры православной? … А. К. Толстой |

Приклад 3
| «Мой дядя самых честных правил, Когда не в шутку занемог, Он уважать себя заставил И лучше выдумать не мог. Его пример другим наука; Но, боже мой, какая скука С больным сидеть и день и ночь, Не отходя ни шагу прочь! Какое низкое коварство Полуживого забавлять, Ему подушки поправлять, Печально подносить лекарство, Вздыхать и думать про себя: Когда же черт возьмет тебя!» О. С. Пушкін, «Євгеній Онєгін» [Архівовано 27 серпня 2009 у Wayback Machine.] |

## Ресурси мережі Інтернет
- Російсько-українські словники [Архівовано 20 жовтня 2007 у Wayback Machine.]
- Уроки російської мови на Інтернет Поліглоті. [Архівовано 20 жовтня 2007 у Wayback Machine.] (рос.)
- Культура письменной речи [Архівовано 16 вересня 2015 у Wayback Machine.] — сайт присвячено проблемам використання літературної письмової російської мови. (рос.)
- Правила російської мови. [Архівовано 25 березня 2022 у Wayback Machine.] (рос.)
- Грамота. Ру [Архівовано 17 вересня 2020 у Wayback Machine.] — інформаційний портал російської мови. (рос.)